# 丹後クラフトコーラ

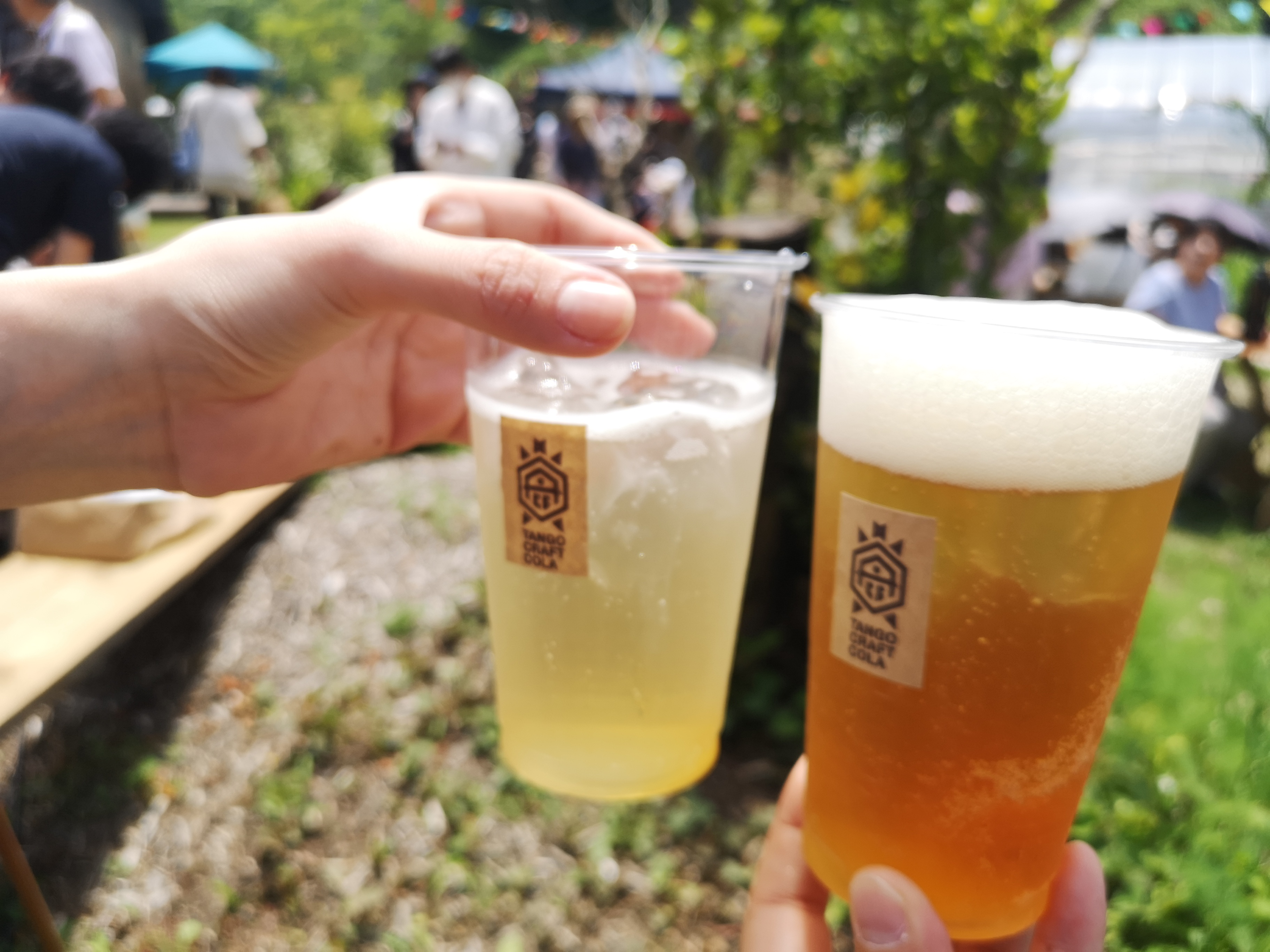
丹後クラフトコーラ組合のクラフトコーラ。右・万助楼の「甲羅コーラ」、左・tabel tabel（タベルテーブル）の「Haccola（ハッコーラ）」

丹後クラフトコーラ（たんごクラフトコーラ）は、京都府京丹後地域で町おこしとして始まり、開発・提供されているクラフトコーラ。丹後コーラとも表記される。京丹後市峰山町のカフェから提供が始まった。

## 誕生の経緯
地域の町おこしとして京丹後市峰山町のカフェミツバチのバーテンダーが地元の事業者に呼び掛けて、クラフトコーラの開発・提供が開始される。呼びかけに応じて、「丹後クラフトコーラ組合」が作られている。カフェミツバチでは、以前よりハーブやスパイス等組み合わせるクラフトコーラを提供しており、よりコーラで丹後を盛り上げようという思いが込められている。2021年（令和3年）7月22日には世界初の「クラフトコーラの町」が宣言されている。提供店は7店でスタートしているが、今後も提供店の増加を目指している。

## 特徴
明確な定義はなく、京丹後の地元食材を使ってクラフトコーラを作成というルールで各提供店がクラフトコーラを開発しているため、味わいは提供店によって自由となっている。カフェミツバチでは、コーラナッツやクローブ、シナモンなどを使用したクラフトコーラを開発している。2021年からは、クラフトコーラに使うスパイスを地元農家で生産、しょうゆなど他の素材を活用したコーラ作りなどが計画されている。カフェミツバチでは、コーラ以外にもケーキやタルトの提供、アクセサリーや雑貨も販売している。毎月第一土曜日の朝には、ミツバチ朝市が開かれている。「第24回てくてく我がまち再発見　こまねこウォーク」では、福知山公立大学の小山ゼミ所属の学生がクラフトコーラを作成、提供した。